# Омела
Оме́ла (лат. Viscum) — вечнозелёное кустарниковое растение, род полупаразитных кустарников. Ранее, согласно системе классификации APG II род относили к семейству Санталовые (Santalaceae). В системе классификации APG III относят к семейству Омеловые (Viscaceae).
Паразитирует на очень многих древесных растениях: тополях, клёнах, соснах, ивах, берёзах, лжеакациях и на разнообразных плодовых деревьях. Поселяется на верхушке дерева или на его ветвях и разрастается зелёным, в большинстве случаев густым кустом.
Имеет кормовое значение для птиц. Из плодов можно варить клей.

## Этимология
Слово «омела» встречается в нескольких славянских языках, но его происхождение неясно.

## Ботаническое описание
Ветви длиной 15—80 см. Листья супротивные или мутовчатые, принимают участие в фотосинтезе, у некоторых видов — минимально. Воду и минеральные вещества омела потребляет из растения-хозяина. Виды омел различаются предпочитаемыми видами растения-хозяина. Большинство способны расти на нескольких различных видах растения-хозяина. Цветки диаметром 1—3 мм, малозаметные, зеленовато-жёлтые. Плод — ложная ягода, белая, жёлтая, оранжевая или красная, в клейкой мякоти которой находится одно или несколько семян.

## Распространение
Существует около 70 видов, в основном в субтропической и тропической Африке, в тропической Азии, в северной части Австралии.
Распространена в юго-западной части лесной зоны, в западной лесостепи европейской части бывшего СССР, на Кавказе, в Крыму, в Странах Балтии, также встречается в Приморском крае, Калининградской, Ленинградской, Брянской и Белгородской областях России.

## Способ распространения

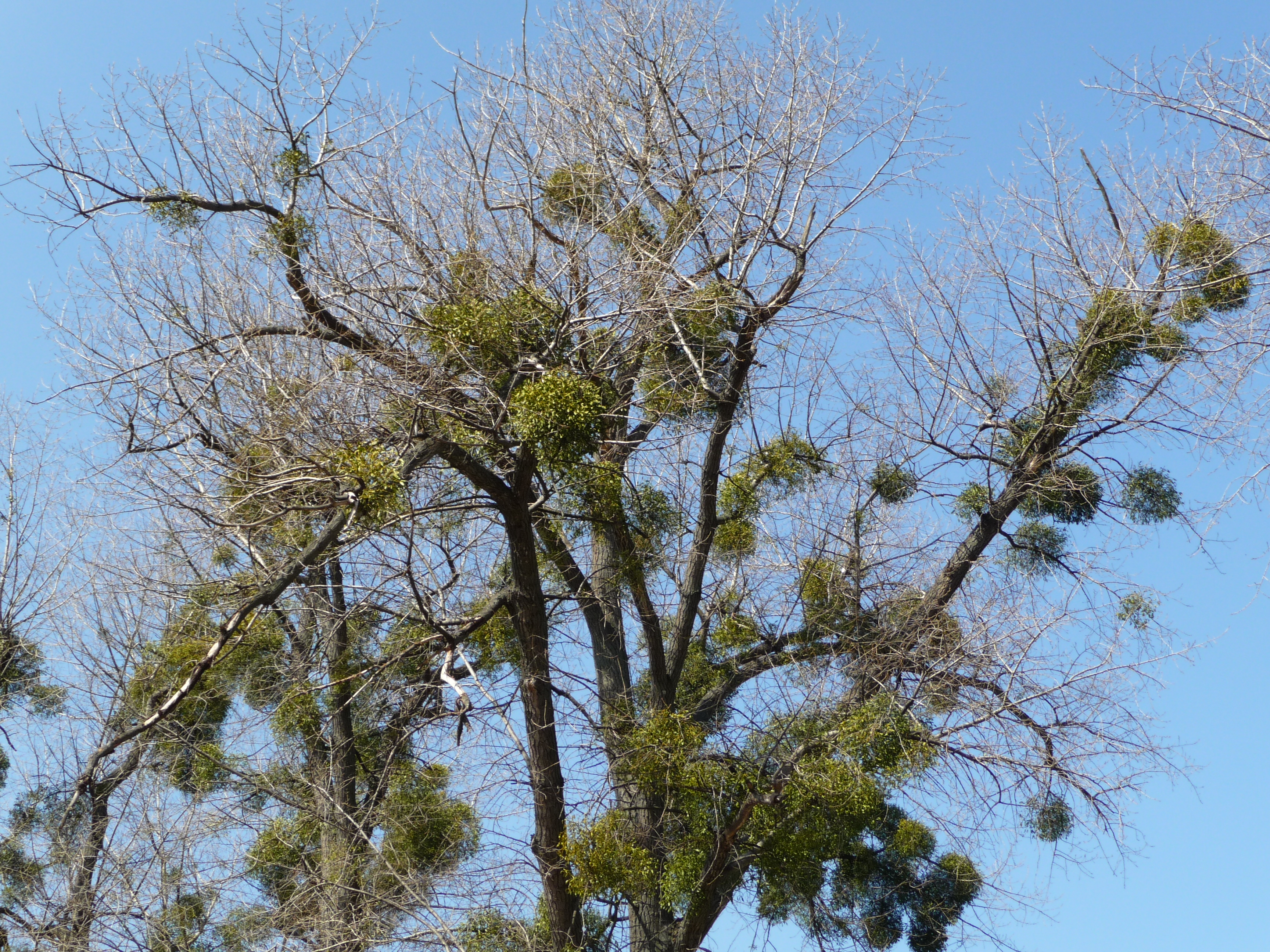
Деревья, поражённые омелой.

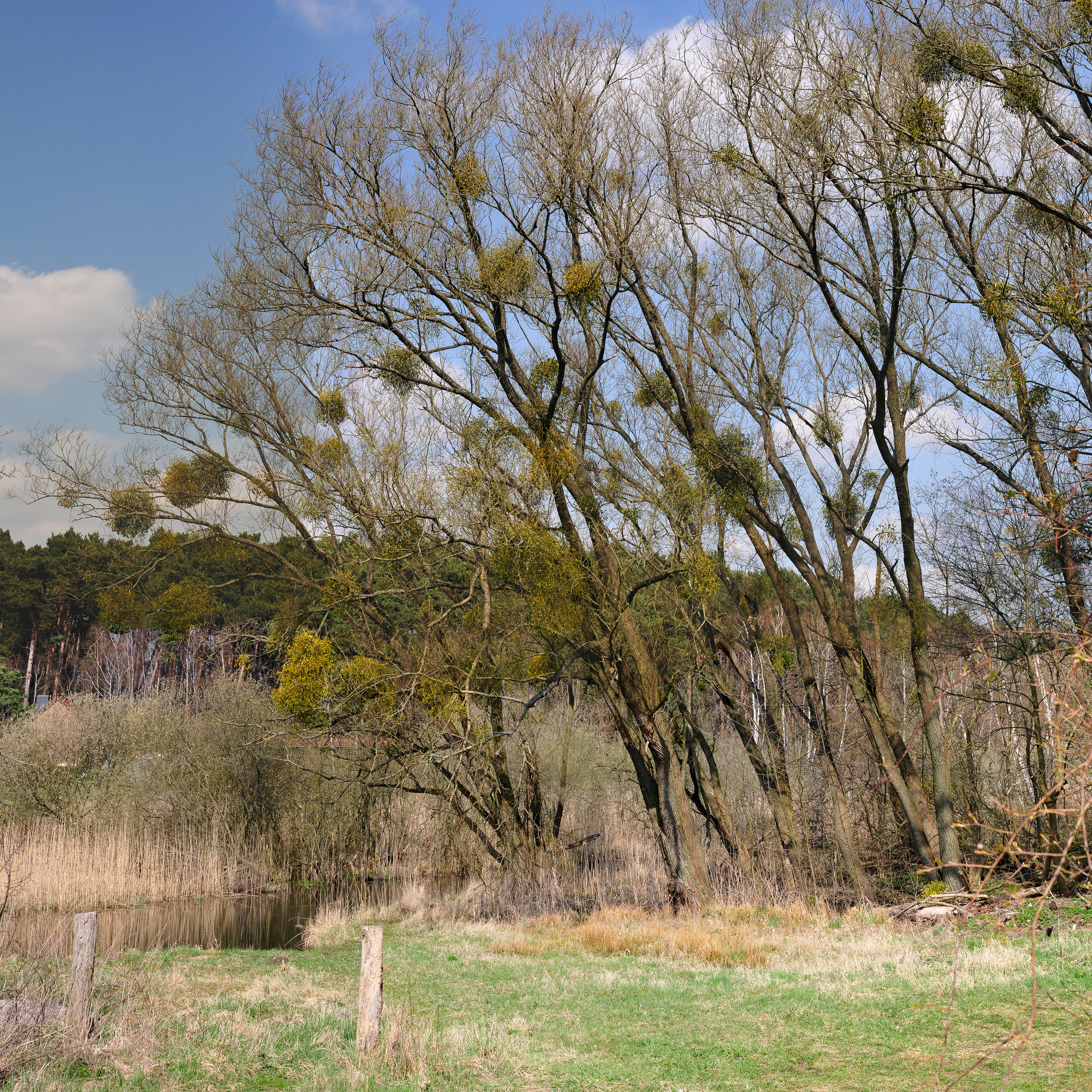

В распространении омелы принимают участие птицы, преимущественно дрозды. Поедая её ягоды, они пачкают свой клюв клейкой ягодной массой, так называемым висцином, в котором находятся семена омелы. Затем, перелетая с дерева на дерево и очищая клюв о ветви, пачкают их этим клейким веществом, а также выбрасывают семена с испражнениями. Висцин на ветвях подсыхает, приклеивая к ним семена, которые через некоторое время начинают прорастать.
Сначала вытягивается его подсемянодольное колено, которое загибается к ветви и прикладывается кончиком корня к её поверхности; в это время кончик корня расширяется в кружок, при помощи которого молодое растеньице прикрепляется к дереву. После этого из центра кружка отходит небольшой стержневидный отросток, который прободает кору ветви и через её камбий дорастает до древесины. Этот отросток (гаустория) служит главной или первичной присоской; при помощи его омела вытягивает из растения воду и минеральные вещества. Как только присоска дорастает до древесины, её верхушечный рост прекращается, но по мере нарастания древесины она продолжает вытягиваться в длину при помощи вставочного роста, сосредоточенного в том участке присоски, который находится в камбии ветви. Древесина ветви обрастает присоску, так что в результате она оказывается внедрённой в древесину. Тогда по числу слоёв, пронизанных присоской, можно судить о её возрасте.
От основания главной присоски во все стороны по коре ветви отходят корнеобразные тяжи зелёного цвета и без чехлика на кончике — так называемые ризоиды. От них в радиальном направлении отходят в древесину стержневидные отростки — вторичные присоски. Последние растут и окружаются древесиной подобно главной присоске. Они появляются на конце ризоид по одному ежегодно. Образовав одну присоску, ризоид растёт дальше и образует новую присоску и т. д. На ризоидах иногда возникают придаточные почки, которые, разрастаясь, дают начало новым воздушным побегам омелы. Эти побеги, прободая кору ветви, выходят наружу. Обросшая омеловыми присосками древесина образует на ветви специфический нарост, пронизанный множеством каналов и отверстий от тяжей паразита.

## Палеонтологическая летопись
† Viscum morlotii из раннего миоцена, была описана по ископаемым листьям, найденным в шахте Кристина в Градек-над-Нисоу в Северной Чехии, Чешская Республика.

## Классификация
Род составляет более 70 видов, некоторые из них:

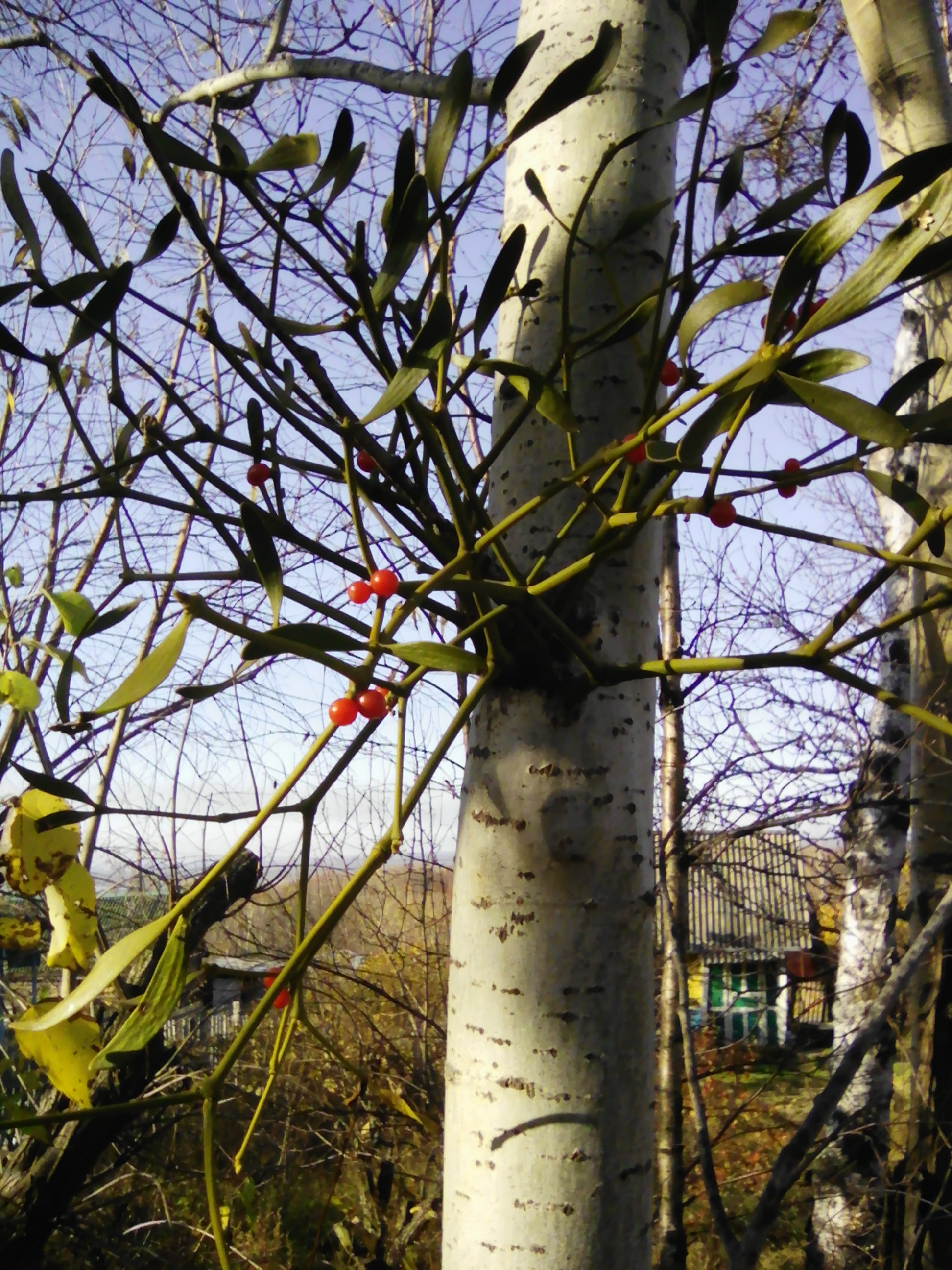
Омела окрашенная на осине

- Viscum alhum L. typus[3] — Омела белая
- Viscum articulatum Burm.f.
- Viscum coloratum (Kom.) Nakai — Омела окрашенная
- Viscum cruciatum Sieber ex Boiss.
- Viscum diospyrosicola Hayata
- Viscum fargesii Lecomte
- Viscum liquidambaricola Hayata
- Viscum loranthi Elmer
- Viscum minimum Harv.
- Viscum monoicum Roxb. ex DC.
- Viscum multinerve (Hayata) Hayata
- Viscum nudum Danser
- Viscum triflorum DC.
- Viscum yunnanense H.S.Kiu

## Значение и применение
Плоды омелы могут служить для приготовления птичьего клея, который используется для борьбы с вредными насекомыми. При устройстве ловчего кольца достаточно нанести на ствол дерева комок птичьего клея, палочкой вытянуть в нитку и несколько раз обмотать вокруг ствола. Гусеницы, бабочки, осы, муравьи - словом, все насекомые прикоснувшиеся хотя бы частью своего тела к такому кольцу, моментально прилипают к нему, и чем больше употребляют усилий, чтобы освободиться, тем крепче прилипают и неминуемо гибнут.
Экстракт из молодых листьев некоторых видов может использоваться в медицинских целях для лечения ранней стадии гипертонии и при гинекологических заболеваниях.

## Приметы и суеверия
У многих народов с омелой связано множество примет и суеверий. Со времен античности омела была символом жизни и защитным талисманом. Римляне считали, что омела способствовала зачатию, если женщина носила её с собой. Друиды, считая свойства омелы чудодейственными, срезали её золотым серпом в астрономически вычисленное время, на правильном дереве, собрав вместе людей, прошедших очистительные процедуры и исполнивших ритуальные танцы. По сообщению Плиния Старшего добытая таким образом омела считалась хорошим средством от эпилепсии; она помогала женщинам — если те носили растение при себе — забеременеть; она исцеляла от язвы, стоило больному пожевать кусок растения, а другой кусок приложить к больному месту. Кроме того, по словам Плиния, подобно уксусу и яйцам, омела считалась отличным средством тушения огня.

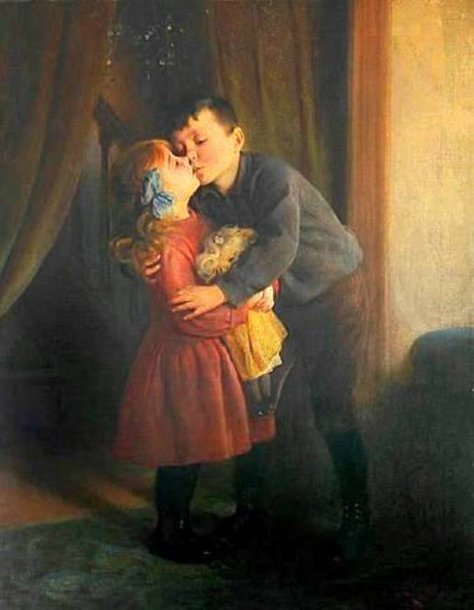
Карл Витковский (1860—1910). Под омелой

Знаменитый врач и алхимик эпохи Возрождения Парацельс собирал омелу, выращенную на черепах повешенных.
Омела была символом мира в Скандинавии. Ею украшали дома снаружи в знак того, что путнику здесь будет оказан приют. Если врагам случалось встретиться под деревом, на котором росла омела, они обязаны были сложить оружие и в этот день больше не сражаться. Позднее, этот обычай нашёл отображение в западных рождественских традициях, когда считается, что в Рождество двое людей, встретившись под веткой омелы, обязаны поцеловаться.
С другой стороны, согласно языческим легендам древних германцев, именно веткой омелы коварный Локи убил бога весны и света Бальдра, вложив дротик из омелы в руки слепого Хёда, когда боги забавлялись стрельбой, целясь в ставшего неуязвимым Бальдра.
Омела служила основным рождественским украшением в Англии, до распространения рождественской ёлки во второй половине XIX столетия.
Английский обычай целоваться на Рождество под веткой омелы, возможно, является отзвуком древнеримских сатурналий в день зимнего солнцестояния: в этот день разрешалось целовать даже совершенно незнакомых людей.
Омела также считалась грозовым растением, поэтому её присутствие в доме призвано было предохранить его от грома и молнии, а также от ведьм и злых духов. Наиболее драгоценным свойством растения в народе считалась защита от магии и колдовства.